# Найкращий фільм 3-ДЕ
Найкращий фільм 3-ДЕ — фільм режисера Кирила Кузіна, фільм 2011 року.

## Сюжет
Макс Утьосов — недооцінений режисер-аматор. Утьосов знімає свої фільми на любительську камеру. У цей же час російські кіноакадеміки проводять конкурс «Найкращий фільм Росії», у фінал якого вийшли 7 найвідоміших кінокартин. До церемонії оголошення переможця конкурсу плівки з фільмами (все в одному примірнику) замикаються в сейф. Але Віктор Палич підкуповує організатора премії Едуарда Рикова, щоб отримати картини для неліцензійного копіювання. Перевезти фільми від Рикова до Віктора Паличу повинен Макс Утьосов і його друг Саня. Вони провалюють завдання: плівки згоряють, і друзів починають розшукувати відеопірати. Єдиний спосіб вижити: за кілька днів перезняти знамениті російські кінокартини. Але от у чому парадокс: копії Утьосова цілком можуть виявитися якісніше оригіналів.